# Таравера (река)
Таравера — река, протекающая на Северном острове Новой Зеландии. Река вытекает из озера Таравера и впадает в залив Пленти в 6 километрах от города Эджекумбе.
На реке расположен живописный водопад Таравера.

## Экологическая ситуация
Тасманский целлюлозно-бумажный комбинат, принадлежащий норвежской компании Norske Skog, с 1955 года загрязняет реку производственными отходами.
Из-за хозяйственного загрязнения вода в реке приобрела темный цвет. По сведениям 1997 года, целлюлозно бумажные предприятия ежедневно сбрасывали в реку до 160 млн л промышленных отходов. Экологическая ситуация начала улучшатся к 2006 году. В эвфотическую зону начало поступать достаточное количество солнечного света.
В 2009 году комбинат получил разрешение на сброс отходов в реку в течение следующих 25 лет, после чего, в 2010 году, местные иви обратились в суд, чтобы сократить этот срок, но заявление было отклонено.